# Nier: Automata
Nier: Automata (japanska: ニーア オートマタ Hepburn: Nīa Ōtomata?, stiliserat som NieR:Automata) är ett actionrollspel utvecklat av Platinum Games. Spelet släpptes av Square Enix till Playstation 4 i Japan den 23 februari 2017, det släpptes två veckor senare i Europa och Nordamerika. Spelet släpptes till Microsoft Windows den 17 mars 2017, samt till Xbox One den 26 juni 2018 och till Nintendo Switch den 6 oktober 2022.
Nier: Automata är en uppföljare till Nier som utvecklades av Cavia och publicerades av Square Enix 2010. Nier var en spinoff till spelserien Drakengard.

## Gameplay
Nier: Automata är ett actionrollspel där spelaren tar rollen som stridsandroider tillverkade av elitmilitärgruppen YoRHa. Spelet är Open World och utöver att färdas till fots kan spelaren rida på vilda älgar och vildsvin. I vissa delar av spelet tar spelaren kontroll över en flygande robot för att bekämpa fienden. Kameran har tredjepersonsvy som standard, men i vissa områden skiftar kameran till att visa världen ovanifrån eller från sidan, ofta i samband med nya spelelement.